# Bucay, Abra
Bucay là một đô thị hạng 5 ở tỉnh Abra, Philippines. Theo điều tra dân số năm 2007, đô thị này có dân số 16.266 người trong 2.943 hộ.

## Các khu phố (barangay)
Bucay được chia thành 21 khu phố (barangay).
| Barangay        | Dân số (2007) |
| --------------- | ------------- |
| Abang           | 746           |
| Bangbangcag     | 1.064         |
| Bangcagan       | 557           |
| Banglolao       | 547           |
| Bugbog          | 689           |
| Calao           | 669           |
| Dugong          | 1.377         |
| Labon           | 579           |
| Layugan         | 927           |
| Madalipay       | 304           |
| Pagala          | 1.106         |
| Palaquio        | 960           |
| Pakiling        | 664           |
| Patoc           | 772           |
| North Poblacion | 1.140         |
| South Poblacion | 579           |
| Quimloong       | 501           |
| Salnec          | 361           |
| San Miguel      | 688           |
| Siblong         | 897           |
| Tabiog          | 1.139         |